# Crush-Syndrom
Das Crush-Syndrom, auch Kompressionssyndrom (früher auch Quetschungs- oder Zermalmungssyndrom und Bywatersssche Erkrankung) genannt, ist ein Krankheitsbild verursacht durch ausgedehnte Skelettmuskelnekrosen mit in der Folge von Kreislaufschock, Herzversagen, akutem Nierenversagen und Sepsis aufgrund der Rhabdomyolyse. Diese Quetschungen und Nekrosen erfolgen in der Regel aufgrund von Kompressionsverletzungen nach Erdbeben oder sonstigen Unfällen mit Betonplatten, Mauerteilen oder ähnlichem.
Die Zerquetschung ist eine Kompressionsverletzung mit Muskelschwellung und/oder neurologischen Ausfällen im Bereich der verletzten Extremität, während das Crush-Syndrom eine Zerquetschung mit darauffolgender systemischer Erkrankung ist.
Die Verletzungen finden sich typischerweise im Bereich der unteren Extremitäten (74 %), oberen Extremitäten (10 %) und Körperstamm (9 %). Primäre Ursachen sind Explosionen (als tertiäre Verletzungsursache), Erdbeben oder andere Umweltkatastrophen sowie Bauunfälle.
Zerquetschungsverletzungen sind eine große Herausforderung in der Katastrophenmedizin. Diese konzentriert sich dabei im Gegensatz zur klassischen Traumamedizin, in welcher die permissive Hypotension (zulässige Hypotension: Schutz vor unnötigem Blutverlust) angestrebt wird, auf eine möglichst frühe Volumenverabreichung, sogenanntes „fluid loading“. Damit wird das Blut vor der Befreiung verdünnt, um die Belastung durch die zurückfließenden Metaboliten auffangen zu können. Als drastischste Maßnahme sei die Feldamputation erwähnt, mit welcher dieses Zurückfließen natürlich direkt verhindert werden kann.

## Vorkommen und Häufigkeiten
Ärzteteams aus Ländern mit häufigen Erdbeben berichteten folgende Häufigkeiten:
Unter Überlebenden von Erdbeben ist die Inzidenz des Crush-Syndrome 2–25 % und die Mortalität kann bis 48 % betragen. Nach dem Erdbeben zwischen 6. Februar und 30. April 2023 in der Türkei wurden in einem lokalen Krankenhaus 610 Patienten aufgenommen, davon litten 128 an einen Crush-Syndrom, Unter diesen hatten 33 % ein akutes Nierenversagen, davon benötigten 69 % eine Dialyse-Behandlung und 14 % verstarben.

## Pathophysiologie
Beschrieben hat das Crush-Syndrom der britische Arzt Eric Bywaters im Jahr 1941 an Patienten, welche während des deutschen Luftangriffs London-Blitz verletzt wurden. Das große Problem stellt sich durch die nach dem Lösen der Quetschung wiederhergestellte Durchblutung, die zum sogenannten Reperfusionstrauma führt. Man glaubt, dass die wiedereinsetzende Durchblutung die Abbauprodukte der Muskelzellen – Myoglobin, Kalium und Phosphor – als Produkte der Rhabdomyolyse freisetzt, welche wiederum das akute Nierenversagen (Crush-Niere) auslösen. Des Weiteren kann insbesondere der rasche Kalium-Anstieg zu einer Hyperkaliämie mit daraus resultierenden Herzrhythmusstörungen führen. Wird ein Patient nicht medizinisch mit Volumen, vorzugsweise kaliumfreie Infusion und Abbinden der betroffenen Extremität, auf die Befreiung vorbereitet, steigt die Gefahr für den sogenannten „smiling death“. Der Name kommt daher, dass diese Patienten vor der Befreiung (wenn mit Analgetika behandelt) praktisch symptomfrei sind und dann plötzlich, noch lachend, versterben.
Weit früher als Eric Bywaters hat der japanische Arzt Seigo Minami das Crush-Syndrom bereits 1923 festgehalten. Dies nachdem er drei im Ersten Weltkrieg an einer Niereninsuffizienz verstorbene Soldaten untersuchte. Er stellte fest, dass die renalen Veränderungen aufgrund tubulärer Nekrosen auftraten, die auch bei Überlebenden mit großen Muskelschäden gefunden wurden.

## Therapie
Die aktuellen Empfehlungen zur Therapie gehen leider weit auseinander. Während in Großbritannien bereits ab einer Kompressionsdauer von 15 Minuten empfohlen wird, präklinisch mittels eines Tourniquets abzubinden, wird vom Australian Resuscitation Council empfohlen, den Druck so bald wie möglich ohne Tourniquet zu lösen und dabei Vitalparameter zu überwachen. In der St John Ambulance Australia sei man ebenfalls angewiesen, dies so zu machen.

### Präklinisch
Wie bereits erwähnt ist die permissive Hypotension bei diesem Krankheitsbild nicht angebracht. Vor allem bei einer Zerquetschung, die länger als vier Stunden andauerte, soll vor der Befreiung eine Volumenüberladung stattfinden sowie nach Möglichkeit Natriumhydrogencarbonat verabreicht werden. Der EMS-Algorithmus von San Francisco aus dem Jahr 2002 sieht vor, bei einem Erwachsenen einen Bolus von 2 Litern Infusionslösung gefolgt von 500 ml/h zu verabreichen. Ausgenommen sind Kinder und Patienten mit kardialer Vorgeschichte oder bekannter Niereninsuffizienz. Wenn keine Möglichkeit der prophylaktischen Flüssigkeitsüberladung besteht, soll die Extremität mittels Tourniquet abgebunden werden.

### Notaufnahme
In der ersten Phase muss der Patient vor einer Hypotension, Niereninsuffizienz, Azidose, Hyperkaliämie und Hypokalziämie geschützt werden. Auch vermeintlich stabile Patienten müssen EKG-überwacht werden, da sich ihr Zustand rasch ändern kann. Offene Wunden sollten operativ versorgt werden, mit Débridement, Antibiotika und Tetanus-Schutz.
Die Infusion sollte weiter mit bis zu 1,5 Litern pro Stunde laufen, um einer Hypotension definitiv vorzubeugen. Gegebenenfalls soll mittels Diuretika die Diurese auf mind. 300 ml/h gehalten werden. Die Blutelektrolyte sollen trotzdem regelmäßig mittels Blutgasanalyse kontrolliert werden.

## Standards und supranationale Organisationen
Die Weltgesundheitsorganisation (WHO, Genf, Schweiz) hat mit Partnerorganisationen  insbesondere dem Internationalem Roten Kreuz (ICRC) spezielle Katastrophenschutzsysteme etabliert. Hier wurden Standards erarbeitet für schnell abrufbare Medizinische Notfallteams (Emergency Medical Team EMT) und ein Stufensystem für Behandlungen erstellt.